# Ullastrell
Ullastrell, també conegut localment com a Ustrell és un municipi de la comarca del Vallès Occidental de 7,72 km². A més del poble d'Ullastrell, situat al capdamunt d'un turó de 342 metres, cap administratiu del municipi, comprèn els nuclis de Ca n'Amat (a l'oest del terme), Can Cabassa (al Nord) i Can Palet, urbanitzacions construïdes durant la segona meitat del segle xx.

## Entorn i Geografia
- Llista de topònims d'Ullastrell (Orografia: muntanyes, serres, collades, indrets..; hidrografia: rius, fonts...; edificis: cases, masies, esglésies, etc).

El terme s'estén a l'esquerra de la riera de Gaià, al límit amb el Baix Llobregat i limita amb els municipis de Viladecavalls i Terrassa al nord, a l'est amb Rubí, al sud amb Castellbisbal i a l'oest amb Abrera (Baix Llobregat). El territori és suaument ondulat, cobert en part de boscos, urbanitzacions i terres conreades de vinyes i fruiters amb torrents i fondalades que drenen vers la riera de Gaià i la de riera de Salzes, ambdós tributaris del Llobregat.

## Història

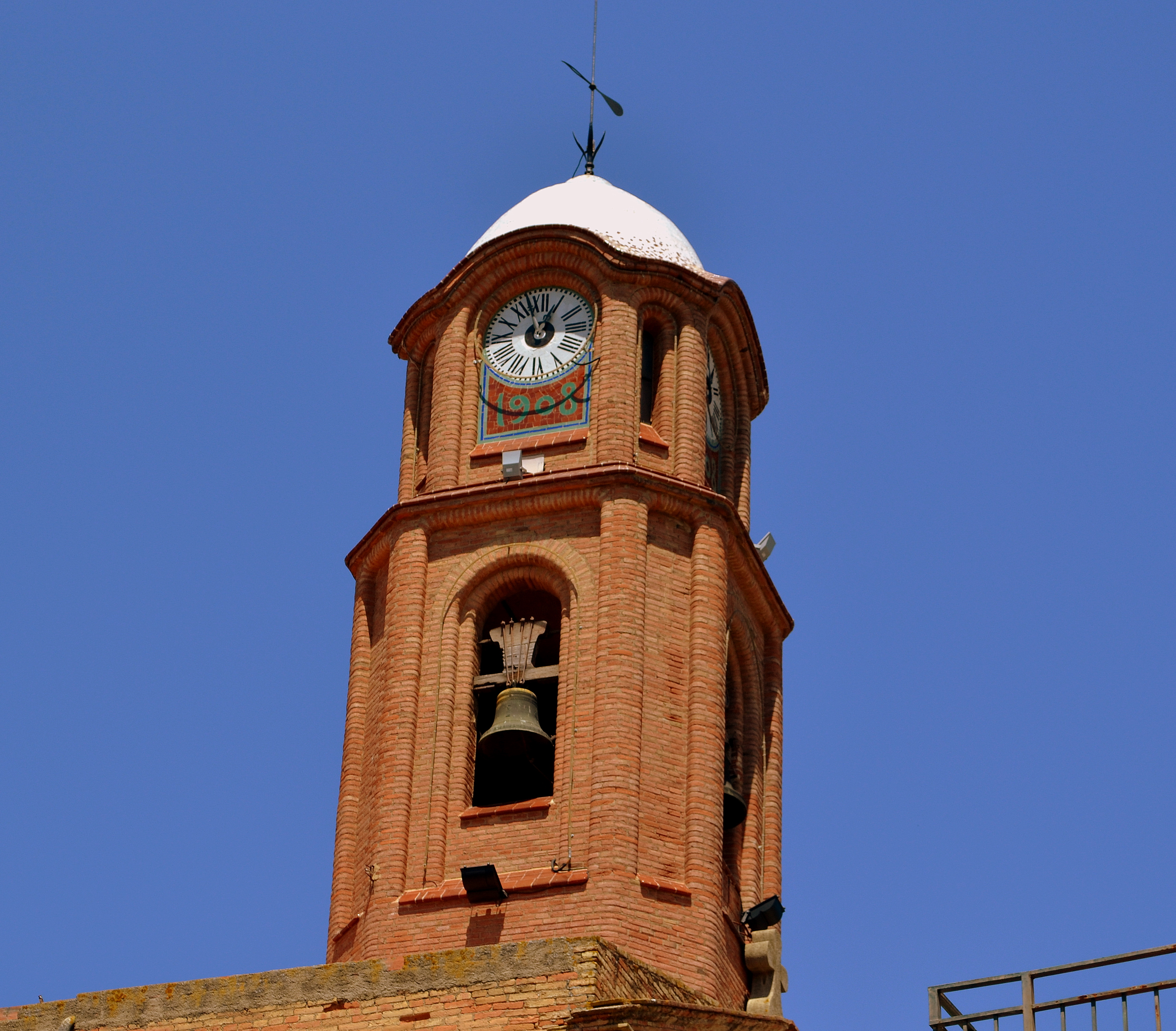
Campanar de l'església de Santa Maria

La denominació Ullastrello ja apareix en diversos documents del segle xiii. La primera dada de població que es té constància és de l'any 1381, quan hi consten 14 focs (unes 65 persones). Durant l'edat mitjana i moderna, el terme era eminentment rural i format per masos dispersos, que en un primer moment estaven sota la jurisdicció de Sant Llorenç del Munt, mentre que a finals del segle xvi estava sota la jurisdicció dels Marquesos de Castellbell. L'economia tradicional del poble s'ha basat en el conreu de la fruita dolça i la vinya, l'elevat nombre de masies del terme (Can Cintet, Can Rodó, les Eres, Ca n'Amat, Can Palet, el Mas Castellar, Can Font…) donen una idea de la intensa activitat de la pagesia. Des del segle xviii, la població del municipi ha crescut progressivament, un augment lligat a la formació del nucli urbà d'Ullastrell (a principis del segle xix); però que la crisi de la viticultura, arran de la plaga de la fil·loxera, truncà i generà una forta emigració cap a les ciutats. L'any 1908 s'hi construí al bell mig del poble l'església modernista de Santa Maria, dissenyada per l'arquitecte Lluís Muncunill. El 19 de setembre del 2012, Ullastrell es proclama Territori Català Lliure.
Destaca l'edifici de l'ajuntament, obra noucentista de Josep Domènech i Mansana construït entre 1911-1929.
Existeix una heliestació des de la qual es fan vols de vigilància i avís en prevenció d'incendis forestals.

## Demografia
| Entitat de població | Habitants (2024) |
| Ullastrell          | 1.478            |
| Ca n'Amat           | 540              |
| Can Palet           | 113              |
| Can Cabassa         | 48               |
| Font: Idescat       |                  |

| 1497 f | 1515 f | 1553 f | 1717 | 1787 | 1857 | 1877 | 1887 | 1900 | 1910 |
| ------ | ------ | ------ | ---- | ---- | ---- | ---- | ---- | ---- | ---- |
| -      | -      | 9      | 55   | 79   | 575  | 623  | 728  | 641  | 648  |

| 1920 | 1930 | 1940 | 1950 | 1960 | 1970 | 1981 | 1990 | 1992 | 1994 |
| ---- | ---- | ---- | ---- | ---- | ---- | ---- | ---- | ---- | ---- |
| 755  | 746  | 729  | 715  | 639  | 668  | 759  | 929  | 947  | 947  |

| 1996 | 1998  | 2000  | 2002  | 2004  | 2006  | 2008  | 2010  | 2012  | 2014  |
| ---- | ----- | ----- | ----- | ----- | ----- | ----- | ----- | ----- | ----- |
| 961  | 1.021 | 1.114 | 1.230 | 1.405 | 1.529 | 1.761 | 1.892 | 1.981 | 2.056 |

| 2016  | 2018  | 2020  | 2022  | 2024  | 2026 | 2028 | 2030 | 2032 | 2034 |
| ----- | ----- | ----- | ----- | ----- | ---- | ---- | ---- | ---- | ---- |
| 2.039 | 2.069 | 2.089 | 2.139 | 2.176 | -    | -    | -    | -    | -    |

## Administració
| Període      | Nom de l'alcalde/-essa                    | Partit polític    | Data de possessió |
| ------------ | ----------------------------------------- | ----------------- | ----------------- |
| 1979 - 1983  | Jose Puig Paloma                          | UCD               | 19/04/1979        |
| 1983 - 1987  | Marian Bigorda i Puig                     | CiU               | 28/05/1983        |
| 1987 - 1991  | Marian Bigorda i Puig                     | CiU               | 30/06/1987        |
| 1991 - 1995  | Marian Bigorda i Puig                     | CiU               | 15/06/1991        |
| 1995 - 1999  | Marian Bigorda i Puig / Ramon Closa Jo    | CiU / Independent | 17/06/1995        |
| 1999 - 2003  | Jaume Rodó i Solé                         | CiU               | 03/07/1999        |
| 2003 - 2007  | Jaume Rodó i Solé                         | CiU               | 14/06/2003        |
| 2007 - 2011  | Joan Ballbè i Herrero / Jaume Rodó i Solé | ERC / CiU         | 16/06/2007        |
| 2011 - 2015  | Joan Ballbè i Herrero                     | ERC               | 11/06/2011        |
| 2015 - 2019  | Joan Ballbè i Herrero                     | ERC               | 13/06/2015        |
| 2019 - 2023  | Jaume Puig i Puig                         | ERC               | 15/06/2019        |
| Des del 2023 | n/d                                       | n/d               | 17/06/2023        |